# Krista Ayne
Krista Ayne (ur. jako Krista A. Truglio 30 lipca 1982 w Nowym Jorku) – amerykańska aktorka i modelka. Zdobywczyni tytułu Pet of the Month magazynu „Penthouse” w kwietniu 2006 roku.

## Życiorys
Urodziła się na Staten Island w Nowym Jorku. Zaczęła pracować w modelingu w wieku dziewięciu lat i występowała w kampaniach reklamowych Verizon, Azzure Denim i Paco Jeans. W 2004 roku wystąpiła w teledysku do singla Jessego McCartneya „Beautiful Soul”. W kwietniu 2006 roku zdobyła tytuł Pet of the Month magazynu „Penthouse”. Pojawiła się także na łamach magazynu „Playboy”.
Od tego momentu zagrała w kilku filmach i serialach telewizyjnych (Seks w wielkim mieście, Prawo i porządek, Rodzina Soprano), głównie w rolach epizodycznych. Brała udział w projektach kanału Fuse TV oraz w kręceniu serialu „Z Rock” z brooklyńską grupą „ZO2”. Wystąpiła też w teledyskach do utworów 50 Cent, Bon Jovi, Usher i Counting Crows. W 2007 roku teledysk do singla Slimmie Hendrixa „Girls Kiss Girls” z jej udziałem stał się sensacją na YouTube według „Pittsburgh Post-Gazette”. W 2009 roku otrzymała jedną z głównych ról w serialu erotycznym typu softcore pt. Life on Top, emitowanym na kanale Cinemax.